# Wojciech Wyżga
Wojciech Wyżga (ur. 19 lipca 1966 w Krakowie) – polski pływak, wielokrotny mistrz i rekordzista Polski, pierwszy polski pływak, który wystąpił w finale mistrzostw świata na długim basenie, w konkurencji męskiej (8 m. na 200 m stylem motylkowym w 1986).

## Kariera sportowa
Był zawodnikiem Jordana Kraków. W 1985 wyjechał razem z Arturem Wojdatem do USA (co dało początek szkoleniu polskich pływaków w tym kraju) i trenował w barwach Mission Viejo Nadadores.
W 1986 wystąpił na mistrzostwach świata w pływaniu. Na 200 m stylem motylkowym uzyskał 8. czas eliminacji (2:01.60 - był to rekord Polski), a w finale zajął również 8. miejsce z czasem 2.01.32 (kolejny rekord Polski). Był pierwszym polskim zawodnikiem, który wystąpił w finale mistrzostw świata w pływaniu (wśród kobiet w trzech finałach w 1982 wystąpiła Grażyna Dziedzic). Na tych samych zawodach na 100 m stylem motylkowym odpadł w eliminacjach z czasem 56.04.
Nie wystąpił w Igrzyskach Olimpijskich w 1988 ze względu na problemy zdrowotne (odkryty na miesiąc wcześniej skrzep w żyle podobojczykowej), wrócił jednak do sportu.
Na mistrzostwach Europy w pływaniu trzykrotnie wystąpił w wyścigu finałowym na 200 m stylem motylkowym. W 1985 był 7. z czasem 2:01.92, w 1987 - 8. z czasem 2:03.67, w 1989 - 4. z czasem 2:00.87.
Na mistrzostwach świata w 1991 odpadł w eliminacjach wyścigu na 100 m stylem motylkowym (56.70) i 200 m stylem motylkowym (2:05.38).
Na mistrzostwach Polski na długim basenie zdobył 17 medali, w tym 6 złotych.
- 200 m stylem dowolnym: 3 m. (1984), 3 m. (1985)
- 1500 m stylem dowolnym: 2 m. (1982), 1 m. (1984), 2 m. (1985)
- 50 m stylem motylkowym: 3 m. (1987), 3 m. (1989)
- 100 m stylem motylkowym: 3 m. (1983), 2 m. (1984), 1 m. (1985), 2 m. (1987), 2 m. (1989)
- 200 m stylem motylkowym: 1 m. (1983), 1 m. (1984), 1 m. (1985), 1 m. (1987), 2 m. (1989)

Był rekordzistą Polski (długi basen) na 100 m stylem motylkowym (55.89 - 7.08.1985), czterokrotnie na 200 m stylem motylkowym (ostatnie dwa rekordy pobił kolejno w kwalifikacjach i finale mistrzostw świata w 1986), dwukrotnie w sztafecie 4 x 200 m stylem dowolnym i raz w sztafecie 4 x 100 m stylem zmiennym.
W 1990 ukończył studia informatyczne na University of Arizona. Następnie pracował w branży IT, m.in. w takich firmach jak IBM czy Microsoft.